# Kōsuke Kimura
Kōsuke Kimura (jap. 木村光佑 Kimura Kōsuke; ur. 14 maja 1984 w Kobe) – japoński piłkarz występujący na pozycji obrońcy w Rayo OKC.

## Kariera klubowa
W 2007 Kimura został wybrany w drafcie przez Colorado Rapids i w tym samym roku zadebiutował w Major League Soccer. W sezonie 2010 wygrał z Colorado Rapids rozgrywki Major League Soccer. W trakcie sezonu 2012 przeszedł do Portland Timbers, a po zakończeniu rozgrywek trafił na testy do Wisły Kraków. W 2013 przeszedł do New York Red Bulls, z którym w sezonie 2012/13 zdobył Tarczę Kibiców (ang. MLS Supporter’s Shield).
W lutym 2015 roku został zawodnikiem Widzewa Łódź. W I lidze zadebiutował 14 marca 2015 w meczu z GKS Tychy.
W lipcu 2015 roku został zawodnikiem drugoligowej Atlanty Silverbacks zaś 21 stycznia 2016 przeniósł się do drużyny Rayo OKC.

## Osiągnięcia

### Colorado Rapids
- Major League Soccer: 2009/10

### New York Red Bulls
- MLS Supporter's Shield: 2012/13